# Monarcha richardsii
Monarcha richardsii là một loài chim trong họ Monarchidae.